# Jerry Alfred
Jerry Alfred, né en 1955 à Mayo au Yukon et vivant à Pelly Crossing, est un musicien canadien originaire de la Première Nation tutchone du Nord de Selkirk. Il est né au sein du Clan des corneilles et a obtenu le titre du Gardien des chansons. Il a reçu le Prix Juno pour l'enregistrement d'Etsi Shon (littéralement La chanson du grand-père) dans la catégorie de l'album aborigène de l'année 1996.
Il a continué à publier deux autres albums sous le nom de Jerry Alfred and The Medecine Beat, un groupe qu'il avait fondé vers 1991 à la suite de la rencontre avec le guitariste et producteur Bob Hamilton. D'autres musiciens de l'ensemble sont Andrea McColeman à l'accordéon et au clavier, Marc Paradis aux percussions et Marie Gogo au chant de fond. L'album Nendaa est également parmi les candidats pour le prix de la même catégorie lors de l'édition de 1997, mais ne le remporte point.
Jerry Alfred continue à s'impliquer pour la préservation et la diffusion de la culture de sa communauté. Il a notamment œuvré comme négociateur entre sa communauté et le gouvernement fédéral du Canada tout au long des années 1980 et jusqu'en 1995 lorsqu'il était question de réaliser des accords face à plusieurs revendications territoriales autochtones.

## Discographie
- Etsi Shon (1994)
- Nendaa (1997)
- Kehlonn (1999)

## Sources et liens externes
- Notices d'autorité :   - VIAF
  - ISNI
  - LCCN
  - GND
  - Canada
  - WorldCat
- Biographie de Jerry Alfred sur le site du musée virtuel de Fort Selkirk (en anglais)